# Хюстън (порнографска актриса)
Хюстън (на английски: Houston) е артистичен псевдоним на американска порнографска актриса Кимбърли Халси (Kimberly Halsey).
Родена е на 24 март 1969 г. в Лонг Бийч, щата Калифорния, САЩ.
На 6 февруари 1999 г. поставя световен рекорд за най-много сексуални партньори за един ден, правейки секс с 620 мъже без прекъсване.

## Награди
- 2004: AVN зала на славата.[4][5]
- 2015: XRCO зала на славата.[6]